# Bosanska Krajina

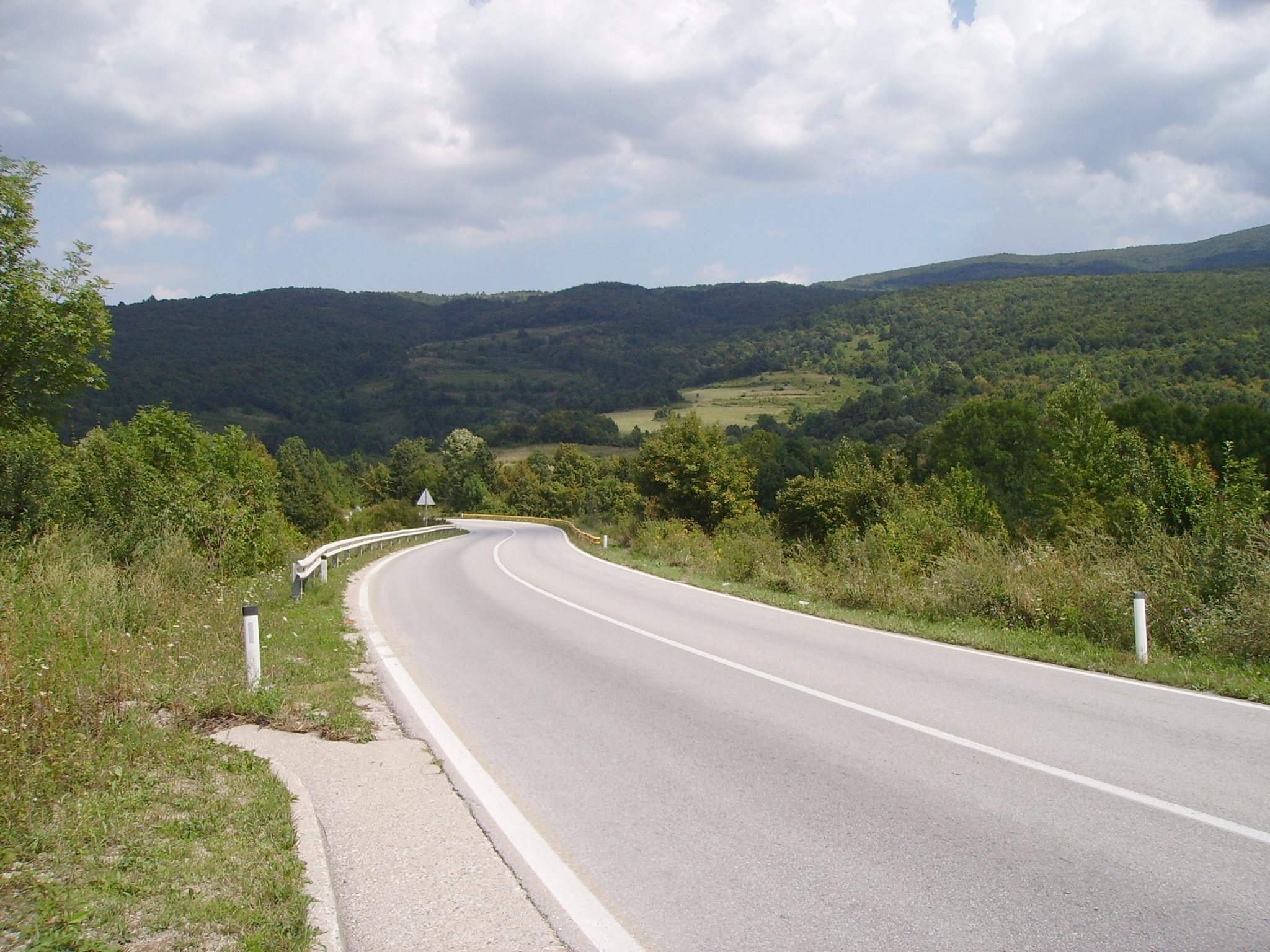
Landschaft zwischen Bihać und Bosanski Petrovac

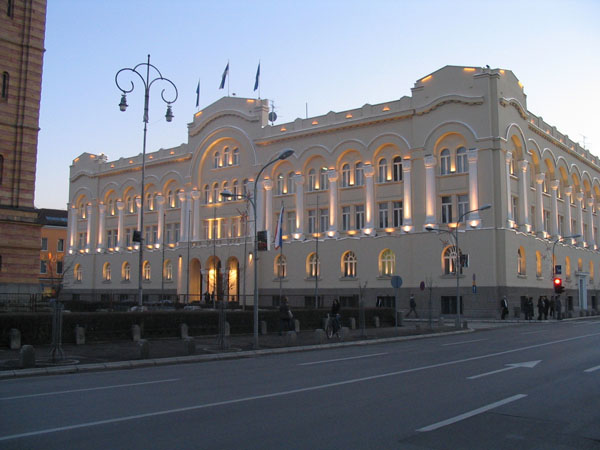
Die Stadt Banja Luka ist das wirtschaftliche und kulturelle Zentrum der Bosanska Krajina

Bosanska Krajina (serbokroatisch-kyrillisch Босанска Крајина, oder auch Bosnische Krajina genannt) ist eine Bezeichnung für eine historische Landschaft im Nordwesten von Bosnien und Herzegowina. Der Name bedeutet übersetzt etwa ‚Bosnisches Grenzgebiet‘ (sh. Krajina).
Die kulturell und historisch bedeutendsten Städte sind Banja Luka und Bihać.

## Geographie
Durch das Gebiet verlaufen die drei Flüsse Una, Sana und Vrbas. Die Landschaft liegt im nördlichen Teil des Dinarischen Gebirges und ist außerhalb der Städte relativ dicht bewaldet.
Die Bosanska Krajina hat administrativ keine festgelegten Grenzen. Sie erstreckt sich im Westen vom heutigen Kanton Una-Sana bis hin zur Region Banja Luka in der heutigen Republika Srpska. Für die Kultur und Geschichte Bosniens und teilweise Kroatiens hat das Gebiet eine große Bedeutung.

### Ortschaften
Folgende größere Ortschaften liegen in der Bosanska Krajina:
- Banja Luka (199.191 Einwohner)
- Prijedor (97.588 Einwohner)
- Cazin (69.411 Einwohner)
- Bihać (61.186 Einwohner)
- Bosanska Gradiška (56.727 Einwohner)
- Velika Kladuša (44.770 Einwohner)
- Sanski Most (47.359 Einwohner)
- Bosanska Krupa (29.659 Einwohner)
- Novi Grad (28.799 Einwohner)
- Bosanska Dubica (23.074 Einwohner)
- Laktaši (24.966 Einwohner)
- Ključ (18.741 Einwohner)
- Bužim (20.298 Einwohner)
- Bosanski Petrovac (7.946 Einwohner)

## Geschichte
Bis zum 15. Jahrhundert gehörte der Großteil des Gebiets der heutigen Bosanska Krajina zum Königreich Kroatien, welches mit dem Königreich Ungarn in Personalunion war. Nach der Eroberung eines Großteils der Balkanhalbinsel durch das Osmanische Reich während des 15. und 16. Jahrhunderts wurde auch die Bosanska Krajina in das osmanische Bosnien eingegliedert. Während des 18. und 19. Jahrhunderts war das Gebiet unter dem Namen Turska Hrvatska (zu deutsch: Türkisches Kroatien) bekannt, ehe es um 1860 den heutigen Namen bekam.
Die Bosanska Krajina bildete über Jahrhunderte das osmanische Gegenstück zur österreichischen Militärgrenze (Vojna Krajina), die sie im Norden und Westen umschloss.
Vor dem Bosnienkrieg gab es in Banja Luka – der mit Abstand größten Stadt der Bosanska Krajina – mehrere Museen, die sich mit der Geschichte dieser Region befassten, wie etwa das Muzej Bosanske Krajine. Nach dem Krieg wurde dieses aufgrund der generellen Ablehnung des Begriffes bosnisch durch die Behörden der Republika Srpska in Museum of Republic of Srpska umbenannt. Im bosniakisch dominierten Kanton Una-Sana ist die Bezeichnung dagegen weiterhin im Gebrauch.